# Malinke
Malinke – grupa ludów w Afryce Zachodniej, licząca ok. 25 mln osób, będąca częścią większej rodziny plemion Mande. Zamieszkują głównie na terytorium Gwinei, Mali, Senegalu, Gambii, Sierra Leone, Gwinei Bissau, Wybrzeża Kości Słoniowej, Burkina Faso i Liberii. Mówią językiem malinke, zwykle wyznają islam. Dzielą się na wiele plemion i grup etnicznych, m.in. Bambara, Maninka, Mandinka, Diula, Khasonke, Kuranko, Mahou, Marka, Jalunka.
Współcześnie Malinke to rolnicy, uprawiający głównie proso i sorgo, oraz hodowcy małych stad bydła, przeznaczonych głównie na handel.